# Peter Tscherkassky
Peter Tscherkassky est un cinéaste autrichien né le 3 octobre 1958 à Vienne.

## Biographie
Peter Otto Emile Tscherkassky est un cinéaste d'avant-garde autrichien. Entre 1977 et 1979, il étudie le journalisme et les sciences politiques à l'Université de Vienne. C'est durant ces années qu'il découvre le cinéma d'avant-garde, par l'intermédiaire des conférences de P. Adams Sitney au musée du cinéma autrichien. Ce sera pour lui une "révélation", qui va le pousser dans la voie du cinéma expérimental.
C'est en 1979 qu'il acquiert sa première caméra Super 8 et commence à tourner des films.
Ses deux films les plus récompensés, Outer Space et Dream Work, réemploient des images tirées du film d'horreur L'Emprise (The Entity) de Sidney J. Furie. 
Certains de ses films ont été sélectionnés dans des festivals de renom, par exemple, Train Again, en 2021, au Festival de Cannes, unique film expérimental de cette édition.

## Filmographie
- Kreuzritter, 1979/80, Super 8, 15 min, couleur, son
- Portrait, 1980, Super 8, 12 min, couleur, son
- Rauchopfer, 1981, Super 8, 20 min, couleur, son
- Aderlass, 1981, 16 mm (S 8 blow up), 11 min, couleur, son
- Erotique, 1982, 16 mm (S 8 blow up), 2 min, couleur & n&b, son
- Liebesfilm, 1982, 16 mm (S 8 blow up), 8 min, n&b, muet
- Sechs ueber Eins, 1982, Super 8, 3 min, n&b, muet
- Ballett Nº3 , 1982, 16 mm, 7 min, n&b, son
- Freeze Frame, 1983, 16 mm (S 8 blow up), 10 min, couleur & n&b, son
- Urlaubsfilm, 1983, 16 mm (S 8 blow up), 9 min, couleur & n&b, son
- Partita, 1983, Super 8, 10 min, couleur & n&b, muet (perdu)
- Miniaturen – viele Berliner Kuenstler in Hoisdorf, 1983, Super 8, 17 min, couleur & n&b, son
- Ballett 16 , 1984, Super 8, 4 min, n&b, muet
- Motion Picture (La Sortie des Ouvriers de l’Usine Lumière à Lyon), 1984, 16 mm, 3 min, n&b, muet
- Manufraktur, 1985, 35 mm, 3 min, n&b, son
- kelimba, 1986, 16 mm (S 8 blow up), 10 min, couleur & n&b, son
- Shot-Countershot, 1987, 16 mm (S 8 blow up), 22 s, n&b, muet
- Daniel Paul Schrebers Stimmvisionen et Schizo-Schreber (pour la trilogie d'Ernst Schmidt jr, Denkwuerdigkeiten eines Nervenkranken, part 1+2), 1987, 1988, 16 mm (S 8 blow up), 2 × 4 min, couleur & n&b
- Brehms tierisches Leben, 1988, Super 8, 12 min, couleur & n&b, son
- tabula rasa, 1987/89, 16 mm (S 8 blow up), 17 min, couleur & n&b, son
- à jour, 1988/89, Super 8, 20 min, couleur, son
- Parallel Space: Inter-View, 1992, 16 mm, 18 min, n&b, son
- Denkwuerdigkeiten eines Nervenkranken, part 3, compilation (Ernst Schmidt jr., posthume), 1993, 16 mm, 30 min, couleur & n&b, son
- Happy-End, 1996, 35 mm (S 8 blow up), 11 min, couleur & n&b, son
- L'Arrivée, 1997/98, 35 mm/CinemaScope, 2 min, n&b, son
- Outer Space, 1999, 35 mm/CinemaScope, 10 min, n&b, son
- Get Ready (film-annonce pour la Viennale 99), 1999, 35 mm/CinemaScope, 1 min, n&b, son
- Dream Work, 2001, (avec la dédicace suivante : in appreciation of the cinematic art of Man Ray), 11 min,n&b, son
- Instructions for a light & sound machine, 2005, 35 mm/CinemaScope, 17 min, n&b, son
- Nachtstück (Nocturne) (Mozart Minute 09), 2006, 35mm, 1 min, n&b, son

- Coming Attractions, 2010, 35mm, 25 min, n&b, son
- The Exquisite Corpus, 2015, 35mm, 18 min, n&b, son
- Bagatelle (Zur Nacht) (travail en cours), 35 mm/CinemaScope, n&b, son
- Train Again, 2021, 35mm, 20 min, n&b, son